# 深圳 (駆逐艦)
深圳（しんせん、シェンチェン、英: PLAN destroyer Shenzhen、167艦）は、中国人民解放軍海軍のミサイル駆逐艦。同型艦はない。
中国人民解放軍海軍での名称は051B型駆逐艦（中国語: 051B型驱逐舰）、NATOコードネームは旅海型（英: Luhai-class）。

## 設計
設計面では、おおむね旅滬型駆逐艦（052A型）の発展型となっているが、排水量にして1,500トン大型化しているほか、ステルス性への配慮も導入されている。これは中国海軍の軍艦として初めての措置であった。
主機関も、旅滬型の2番艦と同様に、ドイツ製のMTU 12V1163 TB83 V型12気筒ディーゼルエンジンとウクライナ製のDN80ガスタービンエンジンをCODOG方式で組み合わせている。ただし蒸気タービン推進を採用しているという異説もある。

## 装備
武器システムは、多くが旅滬型駆逐艦より踏襲されたが、一部に変更が加えられている。
防空システムとしては、対空・対水上捜索用の360型レーダーとZKJ-4-3A戦術情報処理装置、HHQ-7個艦防空ミサイル・システムが連接されている。対空・対水上捜索用の363型レーダーは前檣上に、またHHQ-7の火器管制レーダーである345型レーダーは艦橋上に、8連装発射機は船楼前端に設置された。なお、HHQ-7発射機の後方には再装填用のハッチが設置されているが、これは当初、新型SAMの垂直発射装置（VLS）と誤認されていた。また、ZKJ-4-3A戦術情報処理装置には、イタリアのIPN-10の技術を元にしたHN-900戦術データ・リンク装置が連接されていたが、これは北大西洋条約機構のリンク 11と同等の性能を備えていた。
また360型を補完して、後檣上に3次元式の381型レーダーが設置された。これは053K型フリゲート（江東型）や051G型駆逐艦（旅大III型）に搭載されていたものの改良型であった。一方、長距離捜索レーダーを後部上部構造物上に備えるのは052A型と同様であるが、その機種は、より一般的な517型レーダーに変更されている（052A型も後に同機種に換装）。
艦対艦ミサイルは、従来用いられてきたYJ-8の発展型であるYJ-83とされた。一方、対潜戦能力は052A型よりも低下しており、可変深度ソナーや対潜ロケット砲は省かれている。
本艦は、当時の中国海軍としてはもっとも先進的な艦であったが、技術試験艦的な要素が強く、1隻のみの建造に終わった。しかし本艦の運用実績はその後の駆逐艦に生かされており、本艦をベースとした船体にロシア製ソヴレメンヌイ級駆逐艦の武器システムを組み合わせた広州級（052B型）、広州級の船体に中国が新規開発した長射程艦対空ミサイル・システムを搭載した蘭州級（052C型）、さらに本艦の船体設計そのままにロシア製の長射程艦対空ミサイル・システムを搭載した瀋陽級（051C型）が開発され、配備が進められている。また、これらのより先進的な駆逐艦が配備されるまでの間、本艦は中国海軍の最有力の駆逐艦として活躍した。
CODOG機関や各種装備の試験、また広報活動のため、海外への航海もたびたび行なっており、2007年11月23日には、東京都晴海埠頭に親善訪問のため寄航している。

### 近代化改修
2015年から近代化改修のため部隊を離脱した。その後、改修の大部分が完了し海軍に再び引き渡されたことが、2016年8月10日に伝えられている。
最も顕著な変更はミサイルの換装で、艦橋前のHHQ-7短距離対空ミサイルの発射機をHHQ-16中距離対空ミサイルのVLS（32セル）に交換したほか、艦橋中央部を撤去して、YJ-83対艦ミサイルの4連装発射筒4基をYJ-12A対艦ミサイルの4連装発射筒2基に交換した。その他、ヘリ格納庫の37mmの対空機関砲4基を1130型CIWS2基に換装して、チャフ発射機を4基に倍増している。また、前部マストの571H-E型2次元対空レーダーをフレガート-MAEをコピーした382型3次元レーダーに換装して、後部マストの381型レーダーは衛星通信用アンテナのレドームに交換された。
クォードデッキは完全に囲われた構造となり、トランサムの新しいアパーチャにより魚雷探知機と曳航アレイソナーシステムが追加されたということが示されている。

## 兵装・電装要目
改修部位については、を参照した。
|          | 改修前                                       | 改修後                                |
| -------- | -------------------------------------------- | ------------------------------------- |
| 兵装     | 79A式(H/PJ-33A型)56口径100mm連装砲×1基       | 99式(H/PJ-33B型)56口径100mm連装砲×1基 |
| 兵装     | 76A式37mm連装機関砲×4基                      | 1130型30mmCIWS×2基                    |
| 兵装     | HHQ-7短SAM 8連装発射機×1基 （ミサイル16発）  | VLS×1基（32セル） （HHQ-16SAM）       |
| 兵装     | YJ-83SSM 4連装発射筒×4基                     | YJ-12ASSM 4連装発射筒×4基             |
| 兵装     | 3連装短魚雷発射管×2基                        |                                       |
| 艦載機   | Z-9C / Ka-28 哨戒ヘリコプター×2機            | Z-9C / Ka-28 哨戒ヘリコプター×2機     |
| C4I      | ZKJ-4-3A戦術情報処理装置                     | ZKJ-5戦術情報処理装置                 |
| C4I      | HN-900戦術データ・リンク                     |                                       |
| C4I      | SNTI-240衛星通信装置                         |                                       |
| レーダー | 381型 3次元式×1基                            | 382型 3次元式×1基                     |
| レーダー | 517H-1型 VHF対空捜索用×1基                   | －                                    |
| レーダー | 360型 低空警戒・対水上用×1基                 | 364型 低空警戒・対水上用×1基          |
| レーダー | RM-1290 航海用×2基                           |                                       |
| ソナー   | SJD-8/9 艦首装備式                           | SJD-8/9 艦首装備式                    |
| ソナー   | －                                           | 曳航式                                |
| FCS      | 345型 短SAM用×1基                            | MR-90 SAM用×4基                       |
| FCS      | 344型 主砲用×1基                             |                                       |
| FCS      | 347G型 CIWS用×2基                            | －                                    |
| 電子戦   | SRW210A 電波探知妨害装置                     | 電波探知妨害装置(T.B.A.)              |
| 電子戦   | レーダー警報受信機                           |                                       |
| 電子戦   | 946型(PJ-46)15連装チャフ・フレア発射装置×2基 |                                       |
| 電子戦   | 947型10連装チャフ・フレア発射装置×2基        |                                       |
| 電子戦   | －                                           | 魚雷防御システム                      |

## 比較
|          |            | 051B型（深圳） 近代化改修後   | 052A型（旅滬型） 近代化改修後 | ソヴレメンヌイ級（現代級） 近代化改修後 |
| -------- | ---------- | ----------------------------- | ----------------------------- | --------------------------------------- |
| 船体     | 満載排水量 | 6,600 t                       | 5,700 t                       | 8,060 t                                 |
| 船体     | 全長       | 153 m                         | 148 m                         | 156.37 m                                |
| 船体     | 全幅       | 16.5 m                        | 16.0 m                        | 17.19 m                                 |
| 主機     | 方式       | CODOG                         | CODOG                         | 蒸気タービン                            |
| 主機     | 出力       | 55,000 shp                    | 48,600 shp                    | 99,500 shp                              |
| 主機     | 速力       | 30 kt                         | 31.5 kt                       | 32 kt                                   |
| 兵装     | 砲熕       | 56口径100mm連装砲×1基         | 56口径100mm連装砲×1基         | 70口径130mm連装砲×2基                   |
| 兵装     | 砲熕       | 30mmCIWS×2基                  | 30mmCIWS×2基                  | 30mmCIWS×4基                            |
| 兵装     | ミサイル   | VLS×32セル （HHQ-16）         | HHQ-7 8連装発射機×1基         | VLS×32セル （HHQ-16,YU-8）              |
| 兵装     | ミサイル   | YJ-12A 4連装発射筒×4基        | YJ-83 4連装発射×4基           | YJ-12A 4連装発射機×2基                  |
| 兵装     | ミサイル   | ―                             | 252mm6連装対潜ロケット砲×2基  | ―                                       |
| 兵装     | 水雷       | 3連装短魚雷発射管×2基（Yu-7） | 3連装短魚雷発射管×2基（Yu-7） | 3連装短魚雷発射管×2基（Yu-7）           |
| 艦載機   | 艦載機     | Z-9C/Ka-28×2機                | Z-9C×2機                      | Ka-28×2機                               |
| 同型艦数 | 同型艦数   | 1隻                           | 2隻                           | 1隻 （1隻改修中,2隻改修予定）           |

|          |            | 055型（南昌級）                                            | 052D型（昆明級）                           | 052C型（蘭州級）              | 051C型（瀋陽級）              | 052B型（広州級）              |
| -------- | ---------- | ---------------------------------------------------------- | ------------------------------------------ | ----------------------------- | ----------------------------- | ----------------------------- |
| 船体     | 満載排水量 | 12,000 - 13,000 t                                          | 7,500 t                                    | 7,000 t近く                   | 7,100 t                       | 6,600 t                       |
| 船体     | 全長       | 182.6 m                                                    | 156 m                                      | 154 m                         | 155 m                         | 154 m                         |
| 船体     | 全幅       | 20.9 m                                                     | 18 m                                       | 17 m                          | 17 m                          | 16.5 m                        |
| 主機     | 方式       | COGAG                                                      | CODOG                                      | CODOG                         | CODOG                         | CODOG                         |
| 主機     | 出力       | 130,000 shp以上                                            | 76,000 hp                                  | 48,600 shp                    | 48,600 shp                    | 48,600 shp                    |
| 主機     | 速力       | 30 kt                                                      | 29 kt                                      | 29 kt                         | 30 kt                         | 29 kt                         |
| 兵装     | 砲熕       | 70口径130mm単装砲×1基                                      | 70口径130mm単装砲×1基                      | 55口径100mm単装砲×1基         | 55口径100mm単装砲×1基         | 55口径100mm単装砲×1基         |
| 兵装     | 砲熕       | 30mmCIWS×1基                                               | 30mmCIWS×1基                               | 30mmCIWS×2基                  | 30mmCIWS×2基                  | 30mmCIWS×2基                  |
| 兵装     | ミサイル   | 5860-2006型VLS×112セル （HHQ-9B,HHQ-16B,YJ-18,CJ-10,Yu-8） | 5860-2006型VLS×64セル （HHQ-9,CY-5,YJ-18） | VLS×48セル （HHQ-9A）         | B-203A型VLS×48セル （リフ-M） | 単装発射機×2基 （9M317）      |
| 兵装     | ミサイル   | HHQ-10 24連装発射機×1基                                    | HHQ-10 24連装発射機×1基                    | YJ-62 4連装発射筒×2基         | YJ-83 4連装発射筒×2基         | YJ-83 4連装発射筒×4基         |
| 兵装     | 水雷       | 3連装短魚雷発射管×2基（Yu-7）                              | 3連装短魚雷発射管×2基（Yu-7）              | 3連装短魚雷発射管×2基（Yu-7） | 3連装短魚雷発射管×2基（Yu-7） | 3連装短魚雷発射管×2基（Yu-7） |
| 艦載機   | 艦載機     | Z-18×2機                                                   | Z-9C/Ka-28×1機                             | Z-9C/Ka-28×1機                | ヘリコプター甲板のみ          | Z-9C/Ka-28×1機                |
| 同型艦数 | 同型艦数   | 8隻                                                        | 31隻                                       | 6隻                           | 2隻                           | 2隻                           |